# Ministère des Finances (Inde)
Cet article dresse la liste des ministres des finances de l’Inde depuis 1946.

## Listes des ministres des Finances
| Nom                          | Portrait | Dates de fonction | Dates de fonction | Parti politique (Alliance)                             | Parti politique (Alliance) | Premier ministre                                      | Premier ministre |
| ---------------------------- | -------- | ----------------- | ----------------- | ------------------------------------------------------ | -------------------------- | ----------------------------------------------------- | ---------------- |
| Liaquat Ali Khan             |          | 29 octobre 1946   | 14 août 1947      | All-India Muslim League                                |                            | Jawaharlal Nehru (Vice President of the interim govt) |                  |
| R. K. Shanmukham Chetty      |          | 15 août 1947      | 1949              | Indian National Congress                               |                            | Jawaharlal Nehru                                      |                  |
| John Mathai                  |          | 1949              | 1950              | Indian National Congress                               |                            | Jawaharlal Nehru                                      |                  |
| C. D. Deshmukh (en)          |          | 29 mai 1950       | 1957              | Indian National Congress                               |                            | Jawaharlal Nehru                                      |                  |
| T. T. Krishnamachari (en)    |          | 1957              | 13 février 1958   | Indian National Congress                               |                            | Jawaharlal Nehru                                      |                  |
| Jawaharlal Nehru             |          | 13 février 1958   | 13 mars 1958      | Indian National Congress                               |                            | Jawaharlal Nehru                                      |                  |
| Morarji Desai                |          | 13 mars 1958      | 29 août 1963      | Indian National Congress                               |                            | Jawaharlal Nehru                                      |                  |
| T. T. Krishnamachari (en)    |          | 29 août 1963      | 1965              | Indian National Congress                               |                            | Jawaharlal Nehru Lal Bahadur Shastri                  |                  |
| Sachindra Chaudhuri (en)     |          | 1965              | 13 mars 1967      | Indian National Congress                               |                            | Lal Bahadur Shastri Indira Gandhi                     |                  |
| Morarji Desai                |          | 13 mars 1967      | 16 juillet 1969   | Indian National Congress                               |                            | Indira Gandhi                                         |                  |
| Indira Gandhi                |          | 1970              | 1971              | Indian National Congress                               |                            | Indira Gandhi                                         |                  |
| Yashwantrao Chavan (en)      |          | 1971              | 1975              | Indian National Congress                               |                            | Indira Gandhi                                         |                  |
| Chidambaram Subramaniam (en) |          | 1975              | 1977              | Indian National Congress                               |                            | Indira Gandhi                                         |                  |
| Haribhai M. Patel (en)       |          | 24 mars 1977      | 24 janvier 1979   | Janata Party                                           |                            | Morarji Desai                                         |                  |
| Charan Singh                 |          | 24 janvier 1979   | 28 juillet 1979   | Janata Party                                           |                            | Morarji Desai                                         |                  |
| Hemvati Nandan Bahuguna (en) |          | 28 juillet 1979   | 14 janvier 1980   | Janata Party (Secular) (en)                            |                            | Charan Singh                                          |                  |
| R. Venkataraman              |          | 14 janvier 1980   | 15 janvier 1982   | Indian National Congress                               |                            | Indira Gandhi                                         |                  |
| Pranab Mukherjee             |          | 15 janvier 1982   | 31 décembre 1984  | Indian National Congress                               |                            | Indira Gandhi                                         |                  |
| V. P. Singh                  |          | 31 décembre 1984  | 24 janvier 1987   | Indian National Congress                               |                            | Rajiv Gandhi                                          |                  |
| Rajiv Gandhi                 |          | 24 janvier 1987   | 25 juillet 1987   | Indian National Congress                               |                            | Rajiv Gandhi                                          |                  |
| N. D. Tiwari (en)            |          | 25 juillet 1987   | 25 juin 1988      | Indian National Congress                               |                            | Rajiv Gandhi                                          |                  |
| Shankarrao Chavan (en)       |          | 25 juin 1988      | 2 décembre 1989   | Indian National Congress                               |                            | Rajiv Gandhi                                          |                  |
| Madhu Dandavate (en)         |          | 2 décembre 1989   | 10 novembre 1990  | Janata Dal (National Front)                            |                            | V. P. Singh                                           |                  |
| Yashwant Sinha (en)          |          | 10 novembre 1990  | 21 juin 1991      | Samajwadi Janata Party (en) (National Front)           |                            | Chandra Shekhar                                       |                  |
| Manmohan Singh               |          | 21 juin 1991      | 16 mai 1996       | Indian National Congress                               |                            | P. V. Narasimha Rao                                   |                  |
| Jaswant Singh                |          | 16 mai 1996       | 1er juin 1996     | Bharatiya Janata Party                                 |                            | Atal Bihari Vajpayee                                  |                  |
| P. Chidambaram               |          | 1er juin 1996     | 21 avril 1997     | Tamil Maanila Congress (en) (United Front)             |                            | H. D. Deve Gowda                                      |                  |
| I. K. Gujral                 |          | 21 avril 1997     | 1er mai 1997      | Janata Dal (United Front)                              |                            | I. K. Gujral                                          |                  |
| P. Chidambaram               |          | 1er mai 1997      | 19 mars 1998      | Tamil Maanila Congress (en) (United Front)             |                            | I. K. Gujral                                          |                  |
| Yashwant Sinha (en)          |          | 19 mars 1998      | 1er juillet 2002  | Bharatiya Janata Party (National Democratic Alliance)  |                            | Atal Bihari Vajpayee                                  |                  |
| Jaswant Singh                |          | 1er juillet 2002  | 22 mai 2004       | Bharatiya Janata Party (National Democratic Alliance)  |                            | Atal Bihari Vajpayee                                  |                  |
| P. Chidambaram               |          | 22 mai 2004       | 30 novembre 2008  | Indian National Congress (United Progressive Alliance) |                            | Manmohan Singh                                        |                  |
| Manmohan Singh               |          | 30 novembre 2008  | 24 janvier 2009   | Indian National Congress (United Progressive Alliance) |                            | Manmohan Singh                                        |                  |
| Pranab Mukherjee             |          | 24 janvier 2009   | 26 juin 2012      | Indian National Congress (United Progressive Alliance) |                            | Manmohan Singh                                        |                  |
| Manmohan Singh               |          | 26 juin 2012      | 31 juillet 2012   | Indian National Congress (United Progressive Alliance) |                            | Manmohan Singh                                        |                  |
| P. Chidambaram               |          | 31 juillet 2012   | 26 mai 2014       | Indian National Congress (United Progressive Alliance) |                            | Manmohan Singh                                        |                  |
| Arun Jaitley                 |          | 26 mai 2014       | 14 mai 2018       | Bharatiya Janata Party (National Democratic Alliance)  |                            | Narendra Modi                                         |                  |
| Piyush Goyal                 |          | 14 mai 2018       | 23 août 2018      | Bharatiya Janata Party (National Democratic Alliance)  |                            | Narendra Modi                                         |                  |
| Arun Jaitley                 |          | 23 août 2018      | 30 mai 2019       | Bharatiya Janata Party (National Democratic Alliance)  |                            | Narendra Modi                                         |                  |
| Nirmala Sitharaman           |          | 30 mai 2019       | en cours          | Bharatiya Janata Party (National Democratic Alliance)  |                            | Narendra Modi                                         |                  |